# Anthony Berkeley
Anthony Berkeley (eg. Anthony Berkeley Cox) född 5 juli 1893 i Watford, England, död 9 mars 1971, var en brittisk deckarförfattare, journalist och kritiker. Hans mest berömda roman, Den förgiftade chokladasken från 1929, brukar räknas till en av deckargenrens absoluta topprestationer. Boken hamnar ofta mycket högt upp när deckarkännare röstar fram de främsta deckarna någonsin. Huvudpersonen i de flesta av hans böcker är amatördetektiven Roger Sheringham (märkta med (RS) nedan i bibliografin).
Berkeleys första deckare The Layton Court Mystery från (1925) publicerades anonymt utan någon uppgift om vem som skrivit den.
Berkeley skrev också böcker under pseudonymerna Francis Iles och A. Monmouth Platts. Även två av Iles-böckerna; Brottslig avsikt och Ont uppsåt, räknas till klassikerna, eftersom Berkeley i dessa böcker bröt mot pusseldeckarens oskrivna regler och redan i bokens början avslöjade mördarens identitet. Dessa böcker faller därför under genren inverterade deckare.

## Priser och utmärkelser
- The Martin Beck award 1974

## Filmatiseringar
- 1941 Illdåd planeras (Suspicion), regisserad av Alfred Hitchcock
- 1979 Ont uppsåt, TV-serie i fyra avsnitt, regisserad av Cyril Coke